# Elvan Abeylegesse
Elvan Abeylegesse, także Hewan Abeye i Elvan Can (ur. 11 września 1982 w Addis Abebie) – turecka lekkoatletka pochodząca z Etiopii, specjalistka od długich dystansów (1500 m, 3000 m, 5000 m, 10 000 m). Była rekordzistka świata w biegu na 5000 m. Po ponownej analizie próbek z 2007 roku u Abeylegesse wykryto środki dopingujące i w 2017 roku IAAF zdyskwalifikował ją na dwa lata, anulując jednocześnie jej wyniki uzyskane od 26 sierpnia 2007 roku do 25 sierpnia 2009 roku. Decyzja federacji spowodowała odebranie jej srebrnego medalu mistrzostw świata (2007), dwóch srebrnych medali olimpijskich (2008) oraz złotego medalu igrzysk śródziemnomorskich (2009).

## Rekordy życiowe
Rekordy życiowe:
| Dyscyplina            | Wynik    | Miejsce                                     | Data              |
| Bieg na 1500 metrów   | 3:58,28  | Moskwa, Rosja                               | 30 maja 2004      |
| Bieg na 2000 metrów   | 5:33,83  | Stambuł, Turcja                             | 7 czerwca 2003    |
| Bieg na 3000 metrów   | 8:31,94  | Bruksela, Belgia                            | 30 sierpnia 2002  |
| Bieg na 5000 metrów   | 14:24,68 | Bergen, Norwegia                            | 11 czerwca 2004   |
| Bieg na 10 000 metrów | 30:21,67 | Antalya, Turcja                             | 15 kwietnia 2006  |
| Półmaraton            | 1:07:07  | Ras al-Chajma, Zjednoczone Emiraty Arabskie | 19 lutego 2010    |
| Maraton               | 2:29:30  | Stambuł, Turcja                             | 17 listopada 2013 |

## Sukcesy

### Mistrzostwa Europy
| Mistrzostwa Europy | Miejsce   | Data | Konkurencja      | Wynik    | Miejsce    |
| ------------------ | --------- | ---- | ---------------- | -------- | ---------- |
| Göteborg 2006      | Göteborg  | 2006 | Bieg na 5000 m   | 14.59,29 | 3. miejsce |
| Barcelona 2010     | Barcelona | 2010 | Bieg na 10 000 m | 31.10,23 | 1. miejsce |
| Barcelona 2010     | Barcelona | 2010 | Bieg na 5000 m   | 14:54,44 | 1. miejsce |